# Hydroides spongicola
Hydroides spongicola är en ringmaskart som beskrevs av Benedict 1887. Hydroides spongicola ingår i släktet Hydroides och familjen Serpulidae. Inga underarter finns listade i Catalogue of Life.